# Dongo (Italie)
Pour les articles homonymes, voir Dongo.
Dongo est une commune de la province de Côme dans la région Lombardie en Italie.

## Histoire
Alors que Benito Mussolini s'enfuit en direction de la Suisse, déguisé en soldat allemand, il est reconnu et capturé le 26 avril 1945 par des partisans italiens dans le village de Dongo. Ceux-ci livrent Mussolini et sa maîtresse Clara Petacci à un officier communiste des Volontaires de la liberté, le Colonel Valerio (de son vrai nom Walter Audisio). Le Duce et sa compagne sont exécutés à Giulino, un hameau de la commune de Mezzegra selon des modalités imprécises, Valerio donnant quatre versions différentes des événements. Valerio retourne ensuite à Dongo où il fait fusiller 15 autres hiérarques du régime (dont 5 ministres), le 28 avril 1945. Leurs dépouilles furent exposées, pendues par les pieds, à la façade d'un garage sur la place Loreto à Milan.

## Administration
| Période                                  | Période  | Identité        | Étiquette | Qualité |
| ---------------------------------------- | -------- | --------------- | --------- | ------- |
| 14 juin 2004                             | En cours | Virginio Lillia |           |         |
| Les données manquantes sont à compléter. |          |                 |           |         |

### Communes limitrophes
Colico, Consiglio di Rumo, Garzeno, Germasino, Musso, Pianello del Lario, Stazzona.